# Булдацька сільська рада
Булда́цька сільська рада (рос. Булдакский сельский совет) — сільське поселення у складі Половинського району Курганської області Росії.
Адміністративний центр — село Булдак.
Населення сільського поселення становить 162 особи (2017; 254 у 2010, 467 у 2002).

## Склад
До складу сільського поселення входять:
| Населений пункт      | Населення, осіб (2002) | Населення, осіб (2010) |
| -------------------- | ---------------------- | ---------------------- |
| Булдак, село         | 402                    | 226                    |
| Дмитрієвка, присілок | 65                     | 28                     |